# ベアード則
有機化学において、ベアード則（ベアードそく、英: Baird's rule）は、平面環状構造の最低三重項状態が芳香族性を持つかどうかを推定する。その定式化の量子力学的基礎は、物理化学者のN・コリンズ・ベアードによって1972年に初めて報告された。
環構造の最低三重項状態は、4n個のπ電子（nは自然数）を持つ時ベアード則に従う。ヒュッケル則によれば、基底状態において4n個のπ電子は環構造に反芳香族を持たせるが、この規則は通常は一重項状態にある基底状態に対するものである。ベアード則は代わりに励起状態に注目する。励起状態では、電子の数に関する芳香族性と反芳香族性の規則が逆転する。